# آتیا (مادر آگوستوس)
آتیا بالبا کایسونیا (به لاتین: Atia Balba Caesonia؛ ۸۵ تا ۴۳ پیش از میلاد) خواهرزادهٔ ژولیوس سزار و مادر امپراتور آگوستوس بود.
در شرح سوئتونیوس از آگوستوس، نشانه‌های الهی که پیش و پس از تولد آگوستوس برای آتیا رخ داد ذکر شده‌است:

آتیا که نیمه‌شب به خدمت آپولو مشرف شده بود، در همان معبد و بر تخت روانش به خواب رفت. همراهانش نیز خفتند. ناگهان یک افعی بر بدنش سُرید و سریع دور شد. آتیا که برخاست، غسل کرد، همان‌طور که پس از همخوابگی با شوهرش غسل می‌کرد. سپس در یک آن، لکه‌هایی رنگین به شکل یک افعی بر بدنش ظاهر شد که هرگز نتوانست آن‌ها را پاک کند. پس دیگر به گرمابهٔ عمومی نرفت. ده ماه بعد، آگوستوس به دنیا آمد، و به همین سبب او [آگوستوس] را پسر آپولو خواندند. آتیا نیز پیش از زایمان خواب دید که اندام‌های حیاتی‌اش را تا ستارگان برکشیده‌اند و بر سرتاسر زمین و دریا گسترانده‌اند. اوکتاویوس خواب دید که خورشید از رحم آتیا طلوع کرده‌است.